# Czesław Niedźwiedź
Czesław Niedźwiedź (ur. 22 marca 1969) – polski hokeista, reprezentant Polski.

## Kariera
- Górnik / GKS / KKH Katowice

Wieloletni zawodnik klubu z Katowic od lat 80. do połowy lat 2000. Zakończył karierę po sezonie 2001/2002.
W barwach reprezentacji Polski do lat 18 uczestniczył w turnieju mistrzostw Europy juniorów w 1987 (Grupa A). W barwach reprezentacji Polski do lat 20 uczestniczył w turnieju mistrzostw świata juniorów do lat 20 w 1988 (Grupa A). W barwach seniorskiej reprezentacji Polski uczestniczył w turniejach mistrzostw świata w 1993, 1995, 1996, 1997 (Grupa B).

## Sukcesy
Klubowe
- Brązowy medal mistrzostw Polski: 1994, 1995, 1997, 1998 z Katowicami
- Srebrny medal mistrzostw Polski: 2001, 2002 z Katowicami